# Любовний трикутник
Любовний трикутник — вид романтичних взаємин між трьома людьми. Даний термін застосуємо як до випадків, коли дві людини відчувають емоційну прихильність до третього незалежно один від одного, так і до тих, в яких всіх трьох пов'язують тісні взаємини. Як правило, в моногамному суспільстві любовний трикутник синонімічний з поняттям конфлікту в силу того, що такий стан речей є неприйнятним принаймні для одного з них. Також з любовними трикутниками часто асоціюються поняття нерозділеного кохання і ревнощів. Стабільні трикутники можливі при наявності поліамурності переконань у всіх «учасників».
Любовний трикутник — одна з найдавніших і найпопулярніших тем у романтичній літературі, а також у театрі, кінематографі, поп-музиці і «мильних операх».